# Серпухов
Се́рпухов (на руски: Серпухов) е град в Московска област, Русия.

## География
Градът отстои от Москва на 99 км. Разположен е край устието на река Нара в Ока, на границата на няколко физикогеографски района – между северните склонове на Средноруското възвишение и южния край на Москворецко-Окската равнина.
Населението му към 1 януари 2018 г. е 125 817 души.

## История
Основан е през 1339 г., получава статут на град през 1374 г. По-рано е наричан Серпохов, а едва от ХVІ век придобива съвременното име Серпухов.
Служи за столица на Серпуховското (или Серпуховско-Боровско) княжество през XIV и началото на XV век.